# Ірак на Чемпіонаті світу з легкої атлетики 2017
Ірак на Чемпіонаті світу з легкої атлетики 2017, що проходив з 4 по 13 серпня 2017 року в Лондоні (Велика Британія) був представлений 1 спортсменом.

## Результати

### Чоловіки
Технічні дисципліни
| Спортсмен        | Дисципліна    | Кваліфікація | Кваліфікація | Фінал           | Фінал           |
| Спортсмен        | Дисципліна    | Результат    | Місце        | Результат       | Місце           |
| ---------------- | ------------- | ------------ | ------------ | --------------- | --------------- |
| Мустафа Алсаамах | Метання диска | 58.40        | 27           | Завершив виступ | Завершив виступ |